# Limnophora
Limnophora is een geslacht van insecten uit de familie van de echte vliegen (Muscidae), die tot de orde tweevleugeligen (Diptera) behoort.

## Soorten
- L. beckeri (Stein, 1908)
- L. bipunctata (Stein, 1908)
- L. caesia (Villeneuve, 1936)
- L. corvina (Giglio-Tos, 1893)
- L. discreta Stein, 1898
- L. exuta (Kowarz, 1893)
- L. flavitarsis Stein, 1908
- L. groenlandica Malloch, 1920
- L. incrassata Malloch, 1919
- L. invada Huckett, 1966
- L. latevittata Schnabl, 1911
- L. maculosa (Meigen, 1826)
- L. narona (Walker, 1849)
- L. nigripes (Robineau-Desvoidy, 1830)
- L. nitidithorax (Stein, 1908)
- L. obscurisquama Stein, 1908
- L. obsignata (Rondani, 1866)
- L. olympiae Lyneborg, 1965
- L. pandellei Séguy, 1923
- L. pollinifrons Stein, 1916
- L. pulchriceps (Loew, 1860)
- L. quaterna (Loew, 1852)
- L. riparia (Fallén, 1824)
- L. rotundata (Collin, 1930)
- L. rufimana (Strobl, 1893)
- L. scrupulosa (Zetterstedt, 1845)
- L. setinerva Schnabl, 1911
- L. sinuata Collin, 1930
- L. tigrina (Am Stein, 1860)
- L. triangula (Fallén, 1825)
- L. uniseta Stein, 1916